# Фетинино (Медынский район)
Фетинино — заброшенная деревня (посёлок) в Медынском районе Калужской области России. Входит в состав сельского поселения «деревня Глухово».

## География
Расположена на реке Мисида.
Рядом — Бабичево, Ивановское.

## История
В 1782 году пустошь Фетиньино она же Фоминская принадлежала Авдотье Александровне Зиновьевой и князю Василию Ивановичу Долгорукову.
По данным на 1859 год, Фетинина — владельческая деревня Медынского уезда, расположенная по правую сторону транспортного Верейского тракта. В ней 11 дворов и 103 жителей.
После реформ 1861 года вошла в Глуховскую волость. Население в 1892 году — 95 человек, в 1912 году — 128 человека.